# War Thunder
A War Thunder egy free-to-play  (ingyenesen játszható), de prémium előfizetés lehetőségét megadó MMO harci játék, amelyet a Gaijin Entertainment fejleszt és jelentetett meg Microsoft Windows, macOS, PlayStation 4, PlayStation 5, Xbox One és Xbox Series X/S platformokra.

## Általános
A játékban harci repülőkkel, harckocsikkal, hajókkal és helikopterekkel játszhatunk a '20-as évek végétől (tengeri csatahajók között egy-két régebbi kivételével) egészen '90-es évekig (de vannak napjainkból származó járművek is). A War Thunder pályáinak átlagos mérete 31x31 km -től 131x131 km- ig terjed, bár a játékot meghajtó motor nagyobb, akár 90000 km ²-es pályákat is képes lenne megmozgatni. A játékot akár Virtuális valóságban is lehet játszani.
Játékmódok: Árkád csata, Szimulátor csata, Realisztikus csata, Egyéni csata, Harckocsi- és légi ostrom, Teszt csata, világháború, esemény csaták

## Játékmenet[5]
Két ellenséges csapatnak kell 1 vagy több pontot vagy az ellenség bázisát elfoglalni. Ha a játékos csapata birtokol több pontot akkor az ellenség-, fordított esetben a játékos csapatának fogynak az "életpontjai".
Árkád módban minden játékos 3-szor tud belépni egy csatába, 3 különböző járművével (kivéve ha van tartalék jármű kártyája).
Realisztikus módban minden járműnek van újraéledési pont költsége a csata harci minősítése és a jármű típusa szerint, ezeket a pontokat játék közben feladatok elvégzésével, más játékosok járműveinek megsebzésével vagy kiiktatásával lehet szerezni.
Szimulátor módban mindkét rendszer érvényesül, maximum 3 újraéledés járműtípusonként ha a játékosnak van elég újraéledési pontja.

### Játék megnyerése
Erre 3 opció van:
- az egyik csapat elveszíti minden "életpontját"
- az egyik csapat elveszíti minden járművét
- 6.7-es harci minősítés felett ha valaki összegyűjt 2500 újraéledési pontot akkor atombombával is véget vehet a játéknak

## Harcrendszer

### Lőszerek
A játékban különféle lőszerek érhetők el például: HE; páncéltörő; különféle rakéták és bombák. Mindegyiknek van páncélátütő ereje ami függ a lövés szögétől a lövedék kaliberétől a lövedéket kilövő ágyútól és a távolságtól. Azt hogy páncélátütés után mekkora kárt okoznak a járműben az a lőszertípustól függ.

### Modulok
Minden járműnek vannak moduljai (pl.:motor; lőszertároló és a legénység tagjai is idetartoznak), ezen modulok sérülése más-más nehézséget okozhatnak, (pl.: a jármű mozgásképtelen lesz, lassabb vagy megszakított újratöltés).